# Trite ignipilosa
Trite ignipilosa är en spindelart som beskrevs av Lucien Berland 1924. Trite ignipilosa ingår i släktet Trite och familjen hoppspindlar. Inga underarter finns listade i Catalogue of Life.